# تنالیدین
تنالیدین(به انگلیسی: Thenalidine) یک آنتی هیستامین با خاصیت آنتی کولینرژیک است که به عنوان داروی ضدخارش استفاده می‌شود. در سال ۱۹۶۳ به دلیل خطر نوتروپنی از بازارهای ایالات متحده، کانادا و بریتانیا خارج شد. 